# 国际金融机构
国际金融机构是指由多个国家设立的从事国际金融业务的金融机构，因此受国际法管辖。国际金融机构的所有者或股东通常是一國的政府，但有時其他的国际组织也会是国际金融机构的股东。